# Терентьєв Сергій Володимирович
Терентьєв Сергій Володимирович (11 квітня 1946 року, м.Одеса, УРСР, СРСР) - радянський та український піаніст, 
виконавець класичної та джазової музики, майстер джазової імпровізації, заслужений артист України (2016 рік).

## Ранні роки та юність, навчання
Сергій Терентьєв народився 11 квітня 1946 року в м.Одеса.
Навчався у музичній школі ім.Столярського по класу фортепіано.
У 1965 році поступив в Одеську державну консерваторію, де вчився у талановитого педагога Людмили Наумівни Гінзбург (1916-2001).
Паралельно з академічною музикою грав джаз в організованому їм джаз-бенді.
У 1972 році закінчив навчання у консерваторії. У цьому ж році завоював першу премію на Всеукраїнському конкурсі піаністів ім.Лисенка в Києві, виконавши фортепіанні концерти Чайковського і Рахманінова. Після повернення до Одеси його запросили працювати в консерваторію асистентом в клас професора Гінзбург.

## Творча діяльність
У 1974–1979 — артист Одеського об’єднання музичних ансамблів. 
З 1979 по 1981 — піаніст джаз-оркестру п/к Олега Лундстрема, з яким брав участь у фестивалях в Баку, Красноярську, Ленінграді, Москві та Ризі
В 1983 році офіційно був запрошений на посаду соліста Одеської філармонії. Гастролював з класичними і джазовими програмами по всьому СРСР.
Згідно з результатами анкетування, що його проводила редакція газети «Советская молодежь» (Рига) за участю джазових фахівців, посідав перше місце в категорії «відкриття року» (1984), п’яте (1984, 1987) та друге (1985, 1986) місця серед піаністів СРСР.
У 1992 році на джазовому фестивалі в Швейцарії (Montreux Jazz Festival, Geneva) Терентьев отримав неофіційне звання «Маестро шовкові пальці». 
В 90-ті роки піаніст багато гастролював,  виступав в багатьох країнах, зокрема, в Італії, Данії, Австралії, Швеції, Швейцарії, Росії, Іспанії. 
Одеситам і не тільки були добре відомі його  дуети з джазменом Юрієм Кузнецовим (1953-2016).
З 2002 року Сергій Терентьєв знову повертається  на посаду соліста Одеської філармонії.
В 2016 році  піаністу було присуджене звання Заслуженого артиста України.
У листопаді 2021 року С.Терентьєв став лауреатом муніципальної премії "Культурна столиця".
Попри проблеми зі здоров'ям, Сергій Терентьєв продовжує свою концертну діяльність, бере участь у різноманітних заходах,концертах, фестивалях. Так під час агресії Росії 2022 року піаніст  продовжив концертну діяльність, в тому числі дав благодійний концерт для Тероборони м.Одеси.
Автор декількох творів, серед яких п’єса «Чому?» (записана у 1986 на грамплатівку «В стилі свінг» у виконанні джаз-оркестру Олега Лундстрема (аранжування В.В.Долгова)

## Фестивалі, музичні заходи, гастролі
Учасник Одеського фестивалю джазової музики (1982, 1983), фестивалю «Осінні ритми-84» (Ленінград), «Ритми літа» (Рига, 1985), Першого Всесоюзного джазового фестивалю пам’яті Леоніда Утьосова (Одеса, 1990), Міжнародного фестивалю джазової музики, присвяченого 100-річчю від дня народження Л.О.Утьосова (Одеса, 1995). Концертував в Італії (1988), Австралії (1994, 1995), Данії (1995, 1996), Іспанії (1997) та інших країнах. Концерти в Берліні 2007 р
Odessa JazzFest 2012, International Jazz Day-2014
17 вересня - 01 жовтня 2022 «Джазова осінь в Одесі»

## Вплив
Всесвітньо відомий піаніст Вадим Неселовський згадував
|  | Мене надихнули прекрасні одеські джазмени Юрій Кузнєцов і Сергій Терентьєв. Ці піаністи постійно збирають повні концертні зали. Коли я вперше потрапив на їхні вечори імпровізації, моє життя змінилось. |

## Дискографія
- «Свет осенней листвы». Джазовые композиции С.Терентьева и Ю.Кузнецова. «Мелодия» С60 19401 005 (16.ІІІ.1983) — LP[14];
- «Осенние ритмы-84». «Мелодия» С60–22905–06 (1984) — LP;
- Sergei Terentiev. Solo 1. «Sunset Music» SMACD 07 (22.ІІ–2.ІІІ.1994, Австралія) — CD.[4]

...